# III. Agisz spártai király
III. Agisz (görög betűkkel:  Ἄγις Γʹ),  eurüpóntida spártai király volt, uralkodása Kr. e. 338 – Kr. e. 331 közé tehető.
III. Arkhidamosz spártai király fiaként született és lépett trónra az i. e. 338-ban.
Agisz teljes uralkodását a makedónok, illetve III. Alexandrosz makedón király (ismertebb nevén Nagy Sándor) elleni harcnak szentelte. I. e. 333-ban perzsa segítséggel felkelést szított Hellász területén a makedónok uralmának megdöntése érdekében.
I. e. 332-től kezdődő harcai és politikai játszmáinak sorozatával 331-re a Peloponnészoszi-félsziget legtöbb poliszát felszabadította a makedón fennhatóság alól, ám még ebben az évben vereséget szenvedett a makedón Antipatrosz túlerőben lévő hadától, amely csatában ő maga is elesett.
| Előző uralkodó: III. Arkhidamosz | Spárta eurüpóntida királya Kr. e. 338 – Kr. e. 331 | Következő uralkodó: I. Eudamidasz |